# Trionychinae
Trionychinae — підродина черепах родини трикігтевих черепах (Trionychidae).

## Поширення
Підродина поширенав Північній Америці, Африці та Азії. У викопному стані відома починаючи з пізньої крейди.

## Роди
Включає 11 сучасних родів та низку викопних форм:
- Amyda
- Apalone
- †Axestemys[2][3][4][5]
- Chitra
- Dogania
- †Gobiapalone[5][6]
- †Khunnuchelys[7]
- †Murgonemys[5][8]
- Nilssonia
- †Oliveremys[2][3][9]
- Palea
- †Palaeoamyda
- Pelochelys
- Pelodiscus
- †Rafetoides (nomen dubium)[10][11]
- Rafetus
- Trionyx